# Leszek Szerepka
Leszek Franciszek Szerepka (ur. 20 grudnia 1964 w Otwocku) – polski historyk, urzędnik i dyplomata, od 2011 do 2015 ambasador RP na Białorusi.

## Życiorys
W latach 1985–1991 studiował historię w Instytucie Historycznym Uniwersytetu Warszawskiego. Był uczestnikiem seminarium sowietologicznego prowadzonego przez Andrzeja Ananicza i Jana Malickiego. W 2020 obronił na Uniwersytecie Mikołaja Kopernika w Toruniu napisaną pod kierunkiem Doroty Michaluk pracę doktorską w dziedzinie nauk humanistycznych, dyscyplina historia, pt. Polityczne aspekty odradzania się ruchu kozackiego w Rosji w latach 1989–1999.
W trakcie studiów działał w Niezależnym Zrzeszeniu Studentów. W latach 1992–1994 pracował na stanowisku starszego asystenta w Ministerstwie Spraw Wewnętrznych, gdzie zajmował się problematyką białoruską. Następnie do 1998 był zatrudniony na stanowisku specjalisty ds. rosyjskich w Ośrodku Studiów Wschodnich. W latach 1998–2002 był I sekretarzem ambasady RP w Moskwie. Po odwołaniu z placówki został ponownie zatrudniony Ośrodku Studiów Wschodnich na stanowisku głównego specjalisty ds. migracyjnych, granicznych i demograficznych na obszarze WNP. W latach 2007–2010 pełnił funkcje radcy-ministra i zastępcy ambasadora w ambasadzie RP w Kijowie. Po powrocie do kraju ponownie na krótko powrócił do Ośrodka Studiów Wschodnich na stanowisko głównego specjalisty.
7 grudnia 2010 został powołany na stanowisko ambasadora na Białorusi. Do wykonywania obowiązków przystąpił 20 lutego 2011. 28 lutego 2012 został poproszony przez stronę białoruską o wyjazd z kraju celem odbycia konsultacji z polskimi władzami, powrócił na Białoruś 25 kwietnia 2012. Urzędowanie zakończył 15 sierpnia 2015.
Posługuje się językami: rosyjskim, angielskim, ukraińskim.
Żonaty, ojciec córki i syna.

## Publikacje
- Marta Jaroszewicz, Leszek Szerepka, Wyzwania migracyjne w państwach wschodniego sąsiedztwa Unii Europejskiej, Warszawa: Ośrodek Studiów Wschodnich im. Marka Karpia, 2007, ISBN 978-83-925190-0-3, OCLC 174281018. Brak numerów stron w książce
- Leszek Szerepka, Oksana Arakcheyeva, Przygody Kotka Łomotka, Minsk: Usluga, 2015, ISBN 978-985-7127-04-7, OCLC 922180266. Brak numerów stron w książce
- Leszek Szerepka, Oblicza Białorusi : zapiski ambasadora, Białystok: Fundacja Sąsiedzi, 2016, ISBN 978-83-64505-23-2, OCLC 968936289. Brak numerów stron w książce
- Leszek Szerepka, Ukraiński gambit, Warszawa: MG, 2019, ISBN 978-83-7779-451-7, OCLC 1099455530. Brak numerów stron w książce
- Leszek Szerepka, Kozacy w Rosji Borysa Jelcyna (1989–1999), Warszawa 2020, ISBN 978-83-61325-84-0, OCLC 1280406093. Brak numerów stron w książce
- Leszek Szerepka, Białoruski snajper, Białystok: Fundacja Sąsiedzi, 2021, ISBN 978-83-64505-94-2, OCLC 1264982486. Brak numerów stron w książce
- Leszek Szerepka, Operacja Tuchola : antypolska akcja Kremla, Łomianki, Dziekanów Leśny: LTW, 2021, ISBN 978-83-7565-705-0, OCLC 1253677346. Brak numerów stron w książce